# Liste der Monuments historiques in Suippes
Die Liste der Monuments historiques in Suippes führt die Monuments historiques in der französischen Gemeinde Suippes auf.

## Liste der Immobilien
| Bezeichnung      | Beschreibung            | Standort                         | Kennzeichnung | Schutzstatus | Datum | Bild           |
| ---------------- | ----------------------- | -------------------------------- | ------------- | ------------ | ----- | -------------- |
| Kirche St-Martin | aus dem 15. Jahrhundert | Place de l’Hôtel de Ville (Lage) | PA00078867    | Classé       | 1920  | weitere Bilder |

## Liste der Objekte
| Bezeichnung                         | Beschreibung                                         | Standort                       | Kennzeichnung | Schutzstatus | Datum | Bild |
| ----------------------------------- | ---------------------------------------------------- | ------------------------------ | ------------- | ------------ | ----- | ---- |
| Skulptur Christus in der Rast       | Holz, 15. Jahrhundert                                | in der Kirche St-Martin (Lage) | PM51001089    | Classé       | 1911  |      |
| Sammlung Counhaye                   | Ensemble aus PM51001623 bis PM51001657               | im Hôtel de Ville (Lage)       | PM51001622    | Classé       | 1947  |      |
| 60 verzierte Gefäße                 | Keramik, keltisch, vielfach nur Fragmente            | im Hôtel de Ville (Lage)       | PM51001623    | Classé       | 1947  |      |
| Neun verzierte Gefäße               | Keramik, gallorömisch                                | im Hôtel de Ville (Lage)       | PM51001624    | Classé       | 1947  |      |
| 13 Torques                          | Bronze, nicht datiert                                | im Hôtel de Ville (Lage)       | PM51001625    | Classé       | 1947  |      |
| Torque                              | Eisen, nicht datiert                                 | im Hôtel de Ville (Lage)       | PM51001626    | Classé       | 1947  |      |
| 45 Armreifen                        | Bronze, nicht datiert                                | im Hôtel de Ville (Lage)       | PM51001627    | Classé       | 1947  |      |
| 12 Fibeln                           | Bronze, nicht datiert                                | im Hôtel de Ville (Lage)       | PM51001628    | Classé       | 1947  |      |
| Zwei Gürtel                         | Bronze, Latènezeit C                                 | im Hôtel de Ville (Lage)       | PM51001629    | Classé       | 1947  |      |
| Wandgemälde Schleiertanz            | Fragment eines Freskos, gallorömisch                 | im Hôtel de Ville (Lage)       | PM51001630    | Classé       | 1947  |      |
| Boden- oder Wandmosaik              | nicht datiert                                        | im Hôtel de Ville (Lage)       | PM51001631    | Classé       | 1947  |      |
| Vier Beschläge                      | Knochen, gallorömisch                                | im Hôtel de Ville (Lage)       | PM51001632    | Classé       | 1947  |      |
| Gürtelschnallen                     | Anzahl unklar; Eisen, Bronze, merowingerzeitlich     | im Hôtel de Ville (Lage)       | PM51001633    | Classé       | 1947  |      |
| Fünf Perlen                         | Glas, merowingerzeitlich                             | im Hôtel de Ville (Lage)       | PM51001634    | Classé       | 1947  |      |
| 23 verzierte Gefäße                 | Keramik, keltisch                                    | im Hôtel de Ville (Lage)       | PM51001635    | Classé       | 1947  |      |
| Vier verzierte Gefäße               | Keramik, gallorömisch                                | im Hôtel de Ville (Lage)       | PM51001636    | Classé       | 1947  |      |
| Drei verzierte Gefäße               | Keramik, merowingerzeitlich                          | im Hôtel de Ville (Lage)       | PM51001637    | Classé       | 1947  |      |
| Neun Torques                        | Bronze, nicht datiert                                | im Hôtel de Ville (Lage)       | PM51001638    | Classé       | 1947  |      |
| 29 Armreifen                        | Bronze, nicht datiert                                | im Hôtel de Ville (Lage)       | PM51001639    | Classé       | 1947  |      |
| Zwölf Fibeln                        | Bronze, nicht datiert                                | im Hôtel de Ville (Lage)       | PM51001640    | Classé       | 1947  |      |
| Drei Objekte unbekannter Funktion   | nicht datiert                                        | im Hôtel de Ville (Lage)       | PM51001641    | Classé       | 1947  |      |
| Vier Schwerter                      | Eisen, nicht datiert                                 | im Hôtel de Ville (Lage)       | PM51001642    | Classé       | 1947  |      |
| Dolch                               | Bronze, nicht datiert                                | im Hôtel de Ville (Lage)       | PM51001643    | Classé       | 1947  |      |
| Drei Phalerae                       | möglicherweise Wagenbeschläge; Bronze, nicht datiert | im Hôtel de Ville (Lage)       | PM51001644    | Classé       | 1947  |      |
| Sechs Beile                         | Feuerstein, nicht datiert                            | im Hôtel de Ville (Lage)       | PM51001645    | Classé       | 1947  |      |
| Sieben Schwerter                    | Eisen, nicht datiert                                 | im Hôtel de Ville (Lage)       | PM51001646    | Classé       | 1947  |      |
| Neun Dolche                         | Eisen, nicht datiert                                 | im Hôtel de Ville (Lage)       | PM51001647    | Classé       | 1947  |      |
| Zwölf Jagdmesser                    | nicht datiert                                        | im Hôtel de Ville (Lage)       | PM51001648    | Classé       | 1947  |      |
| 77 Speerspitzen                     | Eisen, nicht datiert                                 | im Hôtel de Ville (Lage)       | PM51001649    | Classé       | 1947  |      |
| 33 Ringe von Schwertgehängen        | Bronze, nicht datiert                                | im Hôtel de Ville (Lage)       | PM51001650    | Classé       | 1947  |      |
| Zwei Kandaren                       | Eisen, nicht datiert                                 | im Hôtel de Ville (Lage)       | PM51001651    | Classé       | 1947  |      |
| Drei Schlaufen                      | Eisen, nicht datiert                                 | im Hôtel de Ville (Lage)       | PM51001652    | Classé       | 1947  |      |
| Schere                              | Eisen, nicht datiert                                 | im Hôtel de Ville (Lage)       | PM51001653    | Classé       | 1947  |      |
| Fibel                               | nicht datiert                                        | im Hôtel de Ville (Lage)       | PM51001654    | Classé       | 1947  |      |
| Beil                                | nicht datiert                                        | im Hôtel de Ville (Lage)       | PM51001655    | Classé       | 1947  |      |
| Feuersteinwerkzeuge                 | nicht datiert                                        | im Hôtel de Ville (Lage)       | PM51001656    | Classé       | 1947  |      |
| Inventar eines Wagengrabs           | Ensemble aus PM51001658 bis PM51001667               | im Hôtel de Ville (Lage)       | PM51001657    | Classé       | 1947  |      |
| Räder und Beschläge                 | Eisen, Latènezeit C                                  | im Hôtel de Ville (Lage)       | PM51001658    | Classé       | 1947  |      |
| Schwert                             | Eisen, Latènezeit C                                  | im Hôtel de Ville (Lage)       | PM51001659    | Classé       | 1947  |      |
| Flöte                               | Hirschhirn, Latènezeit C                             | im Hôtel de Ville (Lage)       | PM51001660    | Classé       | 1947  |      |
| Beschläge eines Schilds             | Eisen, Latènezeit C                                  | im Hôtel de Ville (Lage)       | PM51001661    | Classé       | 1947  |      |
| Unterarmreif                        | Bronze, Latènezeit C                                 | im Hôtel de Ville (Lage)       | PM51001633    | Classé       | 1947  |      |
| Messer                              | Eisen, Latènezeit C                                  | im Hôtel de Ville (Lage)       | PM51001663    | Classé       | 1947  |      |
| Wetzstein                           | Stein, Latènezeit C                                  | im Hôtel de Ville (Lage)       | PM51001664    | Classé       | 1947  |      |
| Teller                              | Keramik, Latènezeit C                                | im Hôtel de Ville (Lage)       | PM51001664    | Classé       | 1947  |      |
| Verziertes Gefäß                    | Keramik, Latènezeit C                                | im Hôtel de Ville (Lage)       | PM51001666    | Classé       | 1947  |      |
| Acht Ringe von einem Schwertgehänge | Bronze, Latènezeit C                                 | im Hôtel de Ville (Lage)       | PM51001667    | Classé       | 1947  |      |